# Ектор (Техас)
Ектор (англ. Ector) — місто (англ. city) в США, в окрузі Фаннін штату Техас. Населення — 737 осіб (2020).

## Географія
Ектор розташований за координатами 33°34′45″ пн. ш. 96°16′23″ зх. д. / 33.57917° пн. ш. 96.27306° зх. д. (33.579284, -96.273115).  За даними Бюро перепису населення США в 2010 році місто мало площу 3,04 км², уся площа — суходіл.

## Демографія
Згідно з переписом 2010 року, у місті мешкало 695 осіб у 267 домогосподарствах у складі 191 родини. Густота населення становила 228 осіб/км².  Було 308 помешкань (101/км²).
Расовий склад населення:
| - 93,4 % — білих - 1,2 % — азіатів - 0,9 % — корінних американців - 0,7 % — чорних або афроамериканців - 0,1 % — вихідців з тихоокеанських островів |

До двох чи більше рас належало 3,0 %. Частка іспаномовних становила 3,7 % від усіх жителів.
За віковим діапазоном населення розподілялося таким чином: 27,1 % — особи молодші 18 років, 58,7 % — особи у віці 18—64 років, 14,2 % — особи у віці 65 років та старші. Медіана віку мешканця становила 37,1 року. На 100 осіб жіночої статі у місті припадало 92,5 чоловіків;  на 100 жінок у віці від 18 років та старших — 89,2 чоловіків також старших 18 років.
Середній дохід на одне домашнє господарство  становив 46 932 долари США (медіана — 34 423), а середній дохід на одну сім'ю — 54 132 долари (медіана — 48 906). За межею бідності перебувало 23,5 % осіб, у тому числі 35,7 % дітей у віці до 18 років та 11,5 % осіб у віці 65 років та старших.
Цивільне працевлаштоване населення становило 339 осіб. Основні галузі зайнятості: виробництво — 19,8 %, роздрібна торгівля — 14,7 %, освіта, охорона здоров'я та соціальна допомога — 14,7 %.